# Takako Fuji
Takako Fuji (jap. 藤貴子 Fuji Takako; ur. 27 lipca 1972 w Tokio) – japońska aktorka.
Ma 165 cm wzrostu. Sławę zyskała głównie dzięki roli w horrorze Klątwa, gdzie wcieliła się w morderczego ducha Kayako. W roku 2001 wyszła za Joe Watanabego, rozwiedli się w 2004.

## Filmografia
- Księżniczka Mononoke – 1997 jako kobieta z Żelaznego Miasta (głos)
- Seikai no Monshō – 1999 jako Gyumuryua (głos)
- Gakkō no kaidan G – 1998
- Ju-on – 2000 jako Kayako Saeki
- Ju-on 2 – 2000 jako Kayako Saeki
- Klątwa: ju-on – 2002 jako Kayako Saeki
- Klątwa: ju-on 2 – 2003 jako Kayako Saeki
- The Grudge – Klątwa – 2004 jako Kayako Saeki
- Reinkarnacja – 2005 jako pokojówka w hotelu
- Samuraj, którego kochałam (Semishshigure) – 2005
- The iDol – 2006 jako Rika
- The Grudge – Klątwa 2 – 2006 jako Kayako Saeki
- Neko no hige – 2007